# Maunujärvi (sjö i Kuusamo, Norra Österbotten)
Maunujärvi är en sjö i kommunen Kuusamo i landskapet Norra Österbotten i Finland. Sjön ligger 277,9 meter över havet. Arean är 2,49 kvadratkilometer och strandlinjen är 14,21 kilometer lång.  Den  ingår i Ijo älvs huvudavrinningsområde.  Sjön ligger omkring 180 kilometer nordöst om Uleåborg och omkring 660 kilometer norr om Helsingfors. 
I sjön finns ön Maunusaari. Sydväst om Maunujärvi ligger Lapinluoma. 